# Belveder (Fiume)
Belveder (olaszul: Belvedere) Fiume városrésze Horvátországban, Tengermellék-Hegyvidék megyében.

## Fekvése
Fiume központjában fekszik. Fiume teljesen városiasodott része, a harmadik legkisebb helyi önkormányzati terület. Délnyugaton és nyugaton Brajda-Dolac, északnyugaton és északon Škurinjska Draga, keleten Kozala városrészekkel határos.

## Oktatás
A „régi” Belvederi általános iskola épületét 1900-as évek első évtizedében építették. Az épületet akkoriban nem iskolai intézmény épületnek, hanem kétszintes épületként lakóépületnek szánták. Röviddel a második világháború előtt egy újabb emeletet húztak rá, majd a második világháború alatt először itt működött az Istituto Magistrale "Egisto Rossi" tanárképző intézet.

## Sport
A Belvedere Sport- és Rekreációs Központ 1936-ban épült. A Horvát Köztársaság Kulturális Minisztériuma által a védett kulturális övezethez tartozik. Az épület teljes területe 10 696 m², alaprajza szerint 2220 m². A külső területe 3514 m². Az SRC Belveder a városközponttal a 6-os buszjáratokkal van összekötve. Az itt űzött fő sportágak: a labdarúgás, a rögbi, a torna, a karate és a boksz. Ezen felül az SRC Belvedert alkalmanként szórakoztatásra is használják.
Az épület nagy részét egy futballpálya, egy tornaterem és egy kis szabadidőcsarnok alkotja, míg a kiegészítő létesítmények között öltözők, irodák, fitneszközpont és kiropraktika klinika, ezen kívül étterem és üzlethelyiségek találhatók. A pályákon 2000, az edzőteremben pedig 100 ülőhely található.